# Jassa kjetilanna
Jassa kjetilanna is een vlokreeftensoort uit de familie van de Ischyroceridae. De wetenschappelijke naam van de soort is voor het eerst geldig gepubliceerd in 2005 door Vader & Krapp.